# Cyjanożelaziany(III)

Wzór strukturalny [Fe(CN)_{6}]^{3−}

Cyjanożelaziany(III) (tradyc. żelazicyjanki; nazwy systematyczne: heksacyjanidożelaziany(III) lub heksacyjanidożelaziany(3+), daw. heksacyjanożelaziany(III)) – związki kompleksowe o ogólnym wzorze [Fe(CN)6]3−, w których funkcję anionu pełni kompleks żelaza(III) (Fe3+) z sześcioma grupami cyjankowymi (CN−).
Najbardziej znanym żelazicyjankiem jest dobrze rozpuszczalny w wodzie żelazicyjanek potasu o wzorze: K3[Fe(CN)6]. Wykorzystuje się go do wykrywania jonów Fe2+ (tworzy się wtedy błękit Turnbulla) w fotografii i farbiarstwie.